# カッセル大学

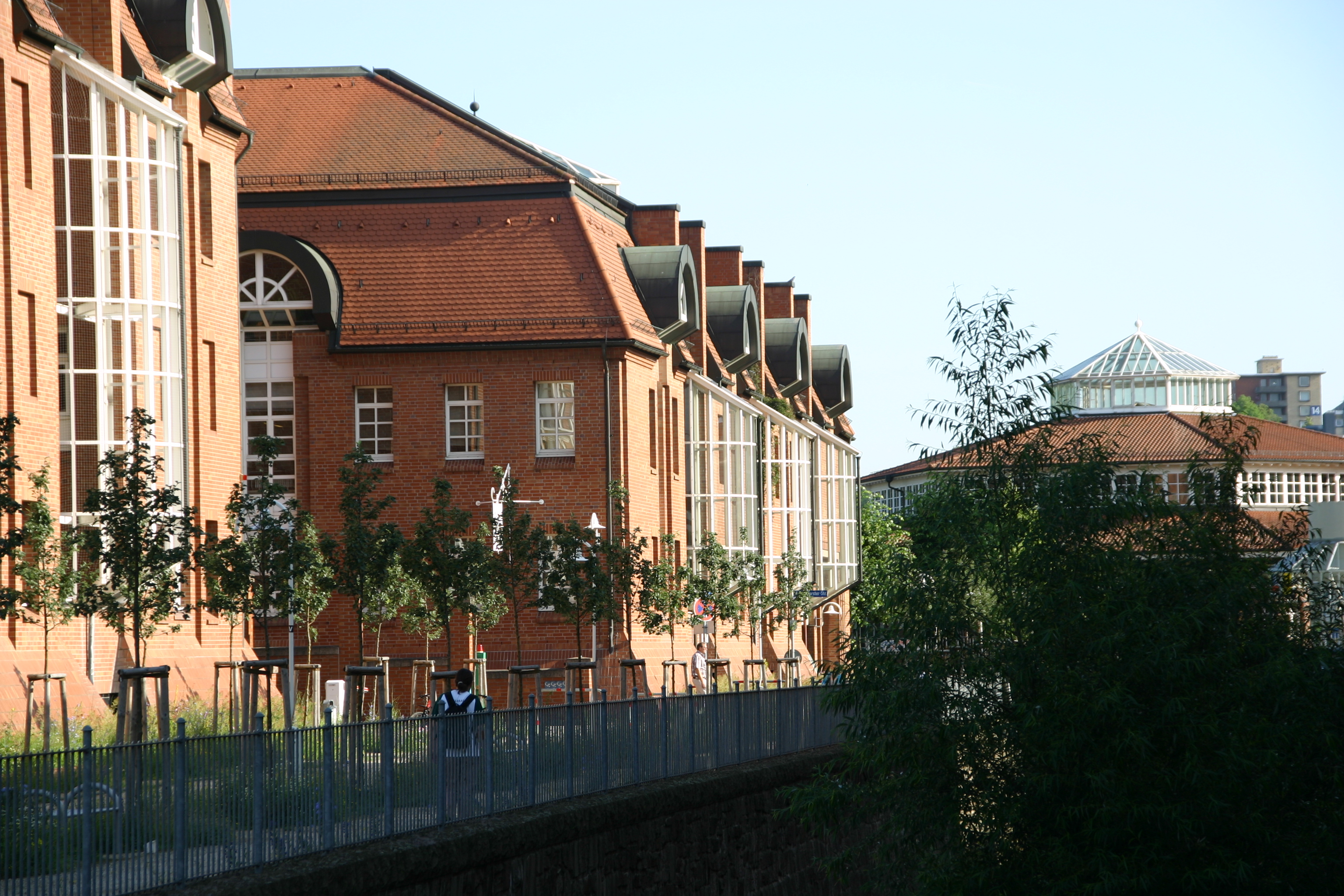
カッセル大学

カッセル大学（カッセルだいがく、ドイツ語: Universität Kassel, 英語: University of Kassel）は、ヘッセン州、カッセルに所在するドイツの州立大学である。

## 組織
- 人間科学
- 精神科学・文化科学
- 社会科学
- 建築・都市計画・ランドスケープ・プランニング
- 経済学
- 数学・自然科学
- 農学
- 土木工学
- 機械工学
- 電気工学・情報科学
- 芸術

## 出身者
- ラルフ・ベーベンロート - 経営学者、神戸大学教授